# عزيز الجعايدي
عزيز الجعايدي (من مواليد 10 أكتوبر 1967)، هو ضابط شرطة مغربي، وهو الحارس الشخصي للملك محمد السادس ورئيس جهاز الأمن في القصر الملكي.

## حياته
نشأ عزيز الجعايدي في حي شعبي بمراكش من بين أكثر الأحياء تهميشا وهو حي سيدي يوسف بن علي، كان والده موظفا في إدارة المياه والغابات. تلقى تعليمه الابتدائي والإعدادي ثم الثانوي في حيّه، انخرط في نادي لتعلم رياضة الكاراتيه المولع بها، وقل شغف الجعايدي بالكاراتيه ليصبح مهتما برياضة كرة السلة، هواجس الأب من أن يقصر ابنه في تعليمه جعلته يتدخل بصرامة لتوجيه تنبيهات متكررة، كانت نتيجتها حصوله على الباكالوريا في شعبة العلوم التجريبية، ليتسجل في كلية العلوم شعبة الجيولوجيا والبيولوجيا. بعد قضائه سنتين بالكلية، خاض الجعايدي مباراة لضباط الشرطة ونجح فيها، ليجد نفسه يغير مدرجات جامعته ومناهج تعليمه بمناهج مختلفة وتعليم مختلف بمعهد الشرطة بالقنيطرة. كان كل حلم الجعايدي هو أن يصبح ضابط شرطة، ومع اقتراب نهاية تدريبه بمعهد الشرطة نودي عليه من قبل مديره وكان برفقته ضباط شرطة كبار أفهموا الجعايدي أنه سينضم إلى مديرية أمن القصور الملكية. التحق الجعايدي بحراس الملك الراحل الحسن الثاني، لكنه وبعد اقترافه لأخطاء تحول من حراسة الملك إلى حراسة ولي العهد محمد بن الحسن، وبعد وفاة الحسن الثاني، قفز عزيز الجعايدي ليجد نفسه من حارس شخصي لولي العهد إلى حارس شخصي للملك محمد السادس سنة 1999م.